# Associazione Sportiva Roma 1957-1958
Questa voce raccoglie le informazioni riguardanti l'Associazione Sportiva Roma nelle competizioni ufficiali della stagione 1957-1958.

## Stagione
All'inizio della stagione Guido Masetti, che aveva traghettato la squadra l'anno precedente, viene sostituito dall'inglese Alec Stock in qualità di direttore tecnico e affiancato dall'allenatore Antonio Busini: questo connubio si rivela negativo, poiché Stock non conosce l'italiano e ha gravi problemi di comunicazione con il suo secondo e con la squadra. Dopo aver liquidato l'inglese, sulla panchina siede Gunnar Nordahl in qualità di allenatore-giocatore coadiuvato dallo stesso Antonio Busini. Nell'aprile del 1958 il presidente Renato Sacerdoti lascia la guida della squadra capitolina ad Anacleto Gianni. La squadra a fine stagione si classifica quinta in campionato.

## Divise
La divisa primaria è costituita da maglia rossa con colletto a V giallo, pantaloncini bianchi, calze rosse bordate di giallo; in trasferta viene usata una maglia bianca con banda giallorossa tra torace e addome, pantaloncini bianchi e calzettoni bianchi bordati di giallorosso. Viene usata in alcune occasioni un'altra divisa nelle trasferte, costituita da maglia verde con banda giallorossa, pantaloncini neri e calze nere bordate di giallorosso. I portieri hanno due divise, una costituita da maglia grigia con colletto a polo giallorosso, pantaloncini neri e calze rosse bordate di giallo, l'altra con maglia con colletto a girocollo giallorosso e gli stessi abbinamenti.
| Casa | Trasferta | Terza divisa | Portiere |

## Organigramma societario
Di seguito l'organigramma societario.
Area direttiva
- Presidente: Renato Sacerdoti, poi dal 1958 Anacleto Gianni

Area tecnica
- Allenatore: Alec Stock, poi dalla 12ª Gunnar Nordahl
- Direttore tecnico: Antonio Busini

## Rosa
Di seguito la rosa.
| N. |                   | Ruolo | Calciatore           |
| -- | ----------------- | ----- | -------------------- |
|    | Italia (bandiera) | P     | Luciano Panetti      |
|    | Italia (bandiera) | P     | Luciano Tessari      |
|    | Italia (bandiera) | D     | Giulio Corsini       |
|    | Italia (bandiera) | D     | Giovanni Griffith    |
|    | Italia (bandiera) | D     | Giacomo Losi         |
|    | Italia (bandiera) | D     | Giosuè Stucchi       |
|    | Italia (bandiera) | C     | Armando Cavazzuti    |
|    | Italia (bandiera) | C     | Luigi Giuliano       |
|    | Italia (bandiera) | C     | Egidio Guarnacci     |
|    | Italia (bandiera) | C     | Augusto Magli        |
|    | Italia (bandiera) | C     | Enzo Menegotti       |
|    | Italia (bandiera) | C     | Giampaolo Menichelli |

| N. |                    | Ruolo | Calciatore                    |
| -- | ------------------ | ----- | ----------------------------- |
|    | Italia (bandiera)  | C     | Alberto Orlando               |
|    | Italia (bandiera)  | C     | Sergio Pellegrini             |
|    | Italia (bandiera)  | C     | Paolo Pestrin                 |
|    | Italia (bandiera)  | C     | Romano Pontrelli              |
|    | Italia (bandiera)  | C     | Francesco Scaratti            |
|    | Brasile (bandiera) | A     | Dino da Costa ()              |
|    | Uruguay (bandiera) | A     | Alcides Ghiggia () (capitano) |
|    | Italia (bandiera)  | A     | Severino Lojodice             |
|    | Italia (bandiera)  | A     | Egidio Morbello               |
|    | Svezia (bandiera)  | A     | Gunnar Nordahl                |
|    | Italia (bandiera)  | A     | Giuseppe Secchi               |

## Calciomercato
Di seguito il calciomercato.
| Acquisti | Acquisti          | Acquisti    | Acquisti      |
| R.       | Nome              | da          | Modalità      |
| -------- | ----------------- | ----------- | ------------- |
| D        | Giulio Corsini    | Atalanta    | definitivo    |
| D        | Giovanni Griffith | Palermo     | definitivo    |
| C        | Piero Betello     | Palermo     | fine prestito |
| C        | Piero Biagini     | Novara      | fine prestito |
| C        | Armando Cavazzuti | Cagliari    | fine prestito |
| C        | Augusto Magli     | Udinese     | definitivo    |
| C        | Enzo Menegotti    | Udinese     | definitivo    |
| A        | Egidio Morbello   | Alessandria | definitivo    |
| A        | Giuseppe Secchi   | Udinese     | definitivo    |

| Cessioni | Cessioni           | Cessioni    | Cessioni   |
| R.       | Nome               | a           | Modalità   |
| -------- | ------------------ | ----------- | ---------- |
| D        | Amos Cardarelli    | Udinese     | definitivo |
| D        | Ennio Cardoni      | Atalanta    | definitivo |
| C        | Ermanno Alloni     | Taranto     | definitivo |
| C        | Giorgio Barbolini  | Inter       | definitivo |
| C        | Piero Betello      | Napoli      | definitivo |
| C        | Piero Biagini      | Taranto     | definitivo |
| C        | Antonio Marcellini | Alessandria | prestito   |
| C        | Arcadio Venturi    | Inter       | definitivo |

## Risultati

### Serie A

#### Girone di andata
| Arbitro: | Marchese (Napoli) |

|                     |           |                 |
| Giuliano 60’ (rig.) | Marcatori | 37’ (aut.) Losi |

| Bergamo 15 settembre 1957, ore 16:00 2ª giornata | Atalanta          | 0 – 0 referto | Roma | Stadio Comunale (15.000 circa spett.)\| Arbitro: \| Liverani (Torino) \| |
| Arbitro:                                         | Liverani (Torino) |               |      |                                                                          |

| Arbitro: | Jonni (Macerata) |

|                                             |           |             |
| da Costa 57’ Giuliano 75’ (rig.) Secchi 88’ | Marcatori | 61’ Boscolo |

| Torino 29 settembre 1957, ore 16:00 4ª giornata | Torino          | 0 – 0 referto | Roma | Stadio Filadelfia (30.000 circa spett.)\| Arbitro: \| Pieri (Trieste) \| |
| Arbitro:                                        | Pieri (Trieste) |               |      |                                                                          |

| Arbitro: | Righi (Milano) |

|                           |           |             |
| Lojodice 14’ da Costa 86’ | Marcatori | 81’ Delfino |

| Arbitro: | Marchese (Napoli) |

|                                        |           |                   |
| Giuliano 30’ (rig.) Tesconi 68’ (aut.) | Marcatori | 40’ (rig.) Larini |

| Arbitro: | Pieri (Trieste) |

|                          |           |  |
| Magnini 64’ Montuori 87’ | Marcatori |  |

| Arbitro: | Seipelt |

|                                       |           |  |
| Lojodice 64’ da Costa 70’ Ghiggia 85’ | Marcatori |  |

| Bologna 3 novembre 1957, ore 14:30 9ª giornata | Bologna           | 0 – 0 referto | Roma | Stadio Comunale (30.000 circa spett.)\| Arbitro: \| Liverani (Torino) \| |
| Arbitro:                                       | Liverani (Torino) |               |      |                                                                          |

| Arbitro: | Mori (Cremona) |

|                                      |           |                                                |
| da Costa 32’ Stucchi 75’ Nordahl 86’ | Marcatori | 15’ Pantaleoni 46’ (aut.), 65’ (aut.) Griffith |

| Napoli 17 novembre 1957, ore 14:30 11ª giornata | Napoli              | 0 – 0 referto | Roma | Stadio del Vomero (40.000 circa spett.)\| Arbitro: \| Lo Bello (Siracusa) \| |
| Arbitro:                                        | Lo Bello (Siracusa) |               |      |                                                                              |

| Arbitro: | Grillo (Napoli) |

|                     |           |                  |
| Griffith 90’ (rig.) | Marcatori | 57’ (rig.) David |

| Arbitro: | Seipelt |

|          |           |              |
| Galli 7’ | Marcatori | 88’ da Costa |

| Arbitro: | Righi (Milano) |

|             |           |                                       |
| Savioni 18’ | Marcatori | 40’ Pestrin 52’ da Costa 70’ Lojodice |

| Arbitro: | Lo Bello (Siracusa) |

|  |           |             |
|  | Marcatori | 40’ Rovatti |

| Arbitro: | Liverani (Torino) |

|                       |           |              |
| Firmani 19’, 23’, 37’ | Marcatori | 43’ da Costa |

| Arbitro: | Campanati (Milano) |

|                                                   |           |               |
| Griffith 4’ (rig.) Lojodice 17’, 88’ da Costa 55’ | Marcatori | 35’ Boniperti |

#### Girone di ritorno
| Arbitro: | Angelini (Firenze) |

|            |           |  |
| Vitali 61’ | Marcatori |  |

| Roma 2 febbraio 1958, ore 14:45 19ª giornata | Roma            | 0 – 0 referto | Atalanta | Stadio Olimpico di Roma (25.000 circa spett.)\| Arbitro: \| Grillo (Napoli) \| |
| Arbitro:                                     | Grillo (Napoli) |               |          |                                                                                |

| Arbitro: | Ferrari (Milano) |

|                                        |           |  |
| Brighenti 78’ Moro 80’ (rig.) Rosa 88’ | Marcatori |  |

| Arbitro: | Rigato (Mestre) |

|                   |           |  |
| da Costa 47’, 65’ | Marcatori |  |

| Arbitro: | Righi (Milano) |

|                                   |           |                  |
| Abbadie 36’, 80’ Barison 46’, 69’ | Marcatori | 87’, 90’ Nordahl |

| Arbitro: | Bonetto (Torino) |

|  |           |              |
|  | Marcatori | 43’ Lojodice |

| Roma 9 marzo 1958, ore 15:00 24ª giornata | Roma               | 0 – 0 referto | Fiorentina | Stadio Olimpico di Roma (45.000 spett.)\| Arbitro: \| Campanati (Milano) \| |
| Arbitro:                                  | Campanati (Milano) |               |            |                                                                             |

| Arbitro: | Liverani (Torino) |

|                          |           |              |
| Selmosson 81’ Burini 83’ | Marcatori | 88’ da Costa |

| Arbitro: | Annoscia (Bari) |

|                           |           |  |
| da Costa 41’ Lojodice 63’ | Marcatori |  |

| Arbitro: | Rebuffo (Milano) |

|               |           |                           |
| Pentrelli 86’ | Marcatori | 52’ da Costa 56’ Lojodice |

| Arbitro: | Gambarotta (Genova) |

|  |           |                            |
|  | Marcatori | Di Giacomo 11’ Vinício 47’ |

| Arbitro: | Mori (Cremona) |

|                             |           |              |
| Marchi 17’ Campana 25’, 83’ | Marcatori | 84’ da Costa |

| Arbitro: | Liverani (Torino) |

|                                |           |                                      |
| Lojodice 6’, 44’ Guarnacci 20’ | Marcatori | Fontana 56’ Liedholm 77’ Mariani 83’ |

| Arbitro: | De Marchi (Pordenone) |

|                          |           |                |
| Orlando 39’ da Costa 51’ | Marcatori | Pistorello 88’ |

| Arbitro: | Fornari (Bologna) |

|                      |           |              |
| Angelillo 62’ (rig.) | Marcatori | 47’ da Costa |

| Arbitro: | Angelini (Firenze) |

|                                                      |           |             |
| Secchi 15’ da Costa 16’, 22’, 42’ Ghiggia 70’ (rig.) | Marcatori | Bolzoni 58’ |

| Arbitro: | Grignani (Milano) |

|                                            |           |  |
| Sívori 6’ Charles 41’ (rig.) Boniperti 48’ | Marcatori |  |

### Coppa Italia

#### Fase a gironi
| Arbitro: | Annoscia (Bari) |

|  |           |                            |
|  | Marcatori | 57’ Menegotti 89’ Morbello |

| Arbitro: | Marchese (Napoli) |

|                                 |           |                           |
| Marchetto 22’, 59’ Malavasi 63’ | Marcatori | 72’ Morbello 87’ da Costa |

| Arbitro: | Annoscia (Bari) |

|                         |           |                             |
| da Costa 21’ Secchi 58’ | Marcatori | 10’, 47’ Tozzi 69’ Bizzarri |

| Arbitro: | Famulari (Messina) |

|                          |           |              |
| Orlando 80’ da Costa 82’ | Marcatori | 85’ Molinari |

| Arbitro: | De Robbio (Torre Annunziata) |

|            |           |  |
| Secchi 71’ | Marcatori |  |

| Arbitro: | Marchese (Napoli) |

|           |           |              |
| Tozzi 32’ | Marcatori | 48’ da Costa |

## Statistiche

### Statistiche di squadra
Di seguito le statistiche di squadra.
| Competizione | Punti | In casa | In casa | In casa | In casa | In casa | In casa | In trasferta | In trasferta | In trasferta | In trasferta | In trasferta | In trasferta | Totale | Totale | Totale | Totale | Totale | Totale | DR |
| Competizione | Punti | G       | V       | N       | P       | Gf      | Gs      | G            | V            | N            | P            | Gf           | Gs           | G      | V      | N      | P      | Gf     | Gs     | DR |
| ------------ | ----- | ------- | ------- | ------- | ------- | ------- | ------- | ------------ | ------------ | ------------ | ------------ | ------------ | ------------ | ------ | ------ | ------ | ------ | ------ | ------ | -- |
| Serie A      | 36    | 17      | 9       | 6       | 2       | 33      | 17      | 17           | 3            | 6            | 8            | 13           | 25           | 34     | 12     | 12     | 10     | 46     | 42     | +4 |
| Coppa Italia | 7     | 3       | 2       | 0       | 1       | 5       | 4       | 3            | 1            | 1            | 1            | 5            | 4            | 6      | 3      | 1      | 2      | 10     | 8      | +2 |
| Totale       | -     | 20      | 11      | 6       | 3       | 38      | 21      | 20           | 4            | 7            | 9            | 18           | 29           | 40     | 15     | 13     | 12     | 56     | 50     | +6 |

### Andamento in campionato
| Giornata  | 1 | 2 | 3 | 4 | 5 | 6 | 7 | 8 | 9 | 10 | 11 | 12 | 13 | 14 | 15 | 16 | 17 | 18 | 19 | 20 | 21 | 22 | 23 | 24 | 25 | 26 | 27 | 28 | 29 | 30 | 31 | 32 | 33 | 34 |
| --------- | - | - | - | - | - | - | - | - | - | -- | -- | -- | -- | -- | -- | -- | -- | -- | -- | -- | -- | -- | -- | -- | -- | -- | -- | -- | -- | -- | -- | -- | -- | -- |
| Luogo     | C | T | C | T | C | C | T | C | T | C  | T  | C  | T  | T  | C  | T  | C  | T  | C  | T  | C  | T  | T  | C  | T  | C  | T  | C  | T  | C  | C  | T  | C  | T  |
| Risultato | N | N | V | N | V | V | P | V | N | N  | N  | N  | N  | V  | P  | P  | V  | P  | N  | P  | V  | P  | V  | N  | P  | V  | V  | P  | P  | N  | V  | N  | V  | P  |
| Posizione | 5 | 6 | 3 | 3 | 3 | 3 | 3 | 2 | 3 | 3  | 4  | 4  | 5  | 4  | 5  | 5  | 5  | 5  | 5  | 5  | 5  | 5  | 5  | 4  | 6  | 4  | 5  | 5  | 5  | 5  | 5  | 5  | 5  | 5  |

Legenda:

Luogo: C = Casa; T = Trasferta. Risultato: V = Vittoria; N = Pareggio; P = Sconfitta.

### Statistiche dei giocatori
Desunte dai tabellini del Corriere dello Sport, de L'Unità e de La Stampa.
| Giocatore     | Serie A  | Serie A | Coppa Italia | Coppa Italia | Totale   | Totale |
| Giocatore     | Presenze | Reti    | Presenze     | Reti         | Presenze | Reti   |
| ------------- | -------- | ------- | ------------ | ------------ | -------- | ------ |
| L. Panetti    | 34       | -42     | 3            | -6           | 37       | -48    |
| L. Tessari    | 0        | -0      | 3            | -2           | 3        | -2     |
| G. Corsini    | 28       | 0       | 0            | 0            | 28       | 0      |
| G. Griffith   | 28       | 2       | 5            | 0            | 33       | 2      |
| G. Losi       | 9        | 0       | 6            | 0            | 15       | 0      |
| G. Stucchi    | 34       | 1       | 4            | 0            | 38       | 1      |
| A. Cavazzuti  | 2        | 0       | 0            | 0            | 2        | 0      |
| L. Giuliano   | 10       | 3       | 2            | 0            | 12       | 3      |
| E. Guarnacci  | 16       | 1       | 6            | 0            | 22       | 1      |
| A. Magli      | 32       | 0       | 4            | 0            | 36       | 0      |
| E. Menegotti  | 34       | 0       | 2            | 1            | 36       | 1      |
| G. Menichelli | 2        | 0       | 1            | 0            | 3        | 0      |
| A. Orlando    | 6        | 1       | 3            | 1            | 9        | 2      |
| S. Pellegrini | 0        | 0       | 1            | 0            | 1        | 0      |
| P. Pestrin    | 22       | 1       | 6            | 0            | 28       | 1      |
| R. Pontrelli  | 0        | 0       | 1            | 0            | 1        | 0      |
| F. Scaratti   | 0        | 0       | 1            | 0            | 1        | 0      |
| D. da Costa   | 33       | 19      | 6            | 4            | 39       | 23     |
| A. Ghiggia    | 29       | 2       | 0            | 0            | 29       | 2      |
| S. Lojodice   | 30       | 10      | 6            | 0            | 36       | 10     |
| E. Morbello   | 5        | 0       | 3            | 2            | 8        | 2      |
| G. Nordahl    | 4        | 3       | 0            | 0            | 4        | 3      |
| G. Secchi     | 16       | 2       | 6            | 2            | 22       | 4      |

## Giovanili

### Piazzamenti
- Primavera: 
  - Torneo di Viareggio: Quarti di finale

### Videografia
- Manuela Romano (a cura di), La storia della A.S. Roma (10 DVD-Video), Corriere dello Sport, Rai Trade, 2006.